# Cocineros sin estrella
Cocineros sin estrella (en català Cuiners sense estrella) és un programa de televisió gastronòmic, produït per Xanela Producciones en col·laboració amb Mediaset España i s'emet a Telecinco des del 18 de novembre de 2012. Aquest format consisteix a recórrer diferents punts d'Espanya per a mostrar a l'espectador la seva gastronomia més popular de cada racó del país així com la degustació dels millors plats elaborats pels xefs de cuina tradicional.
El 23 d'octubre de 2012, un mes abans d'emetre aquest programa, el Grup Planeta publicà «Cuiners sense estrella: Un recorregut gastronòmic pels millors restaurants encara per descobrir» el llibre de receptes de Josep Ribagorda.

## Programes
| Programes | Emissió                | Destinació       | Restaurant            | Chef                  | Recepta (Plat gastronòmic)                          |
| --------- | ---------------------- | ---------------- | --------------------- | --------------------- | --------------------------------------------------- |
| 1         | 18 de novembre de 2012 | Barbate          | “El Campero”          | Pepe Melero           | Guisat de tonyina Tonyina en adob, tonyina amb ceba |
| 2         | 25 de novembre de 2012 | Jiménez de Jamuz | “El Capricho”         | José Gordón           | Mitjana de bou                                      |
| 3         | 2 de desembre de 2012  | Ezcaray          | “Echaurren Tradición” | Marisa Sánchez        | Caparrones amb xoriço Croquetes                     |
| 4         | 9 de desembre de 2012  | Arenys de Mar    | “Hispània”            | Paquita y Lola Rexach | Suquet de peix                                      |
| 5         | 23 de desembre de 2012 | Campaspero       | “Mannix”              | Marco Antonio García  | Lletó rostit                                        |